# Parachiton canistrus
Parachiton canistrus är en blötdjursart som beskrevs av Saito 1996. Parachiton canistrus ingår i släktet Parachiton och familjen Leptochitonidae. Inga underarter finns listade i Catalogue of Life.